# Marcus Licinius Privatus

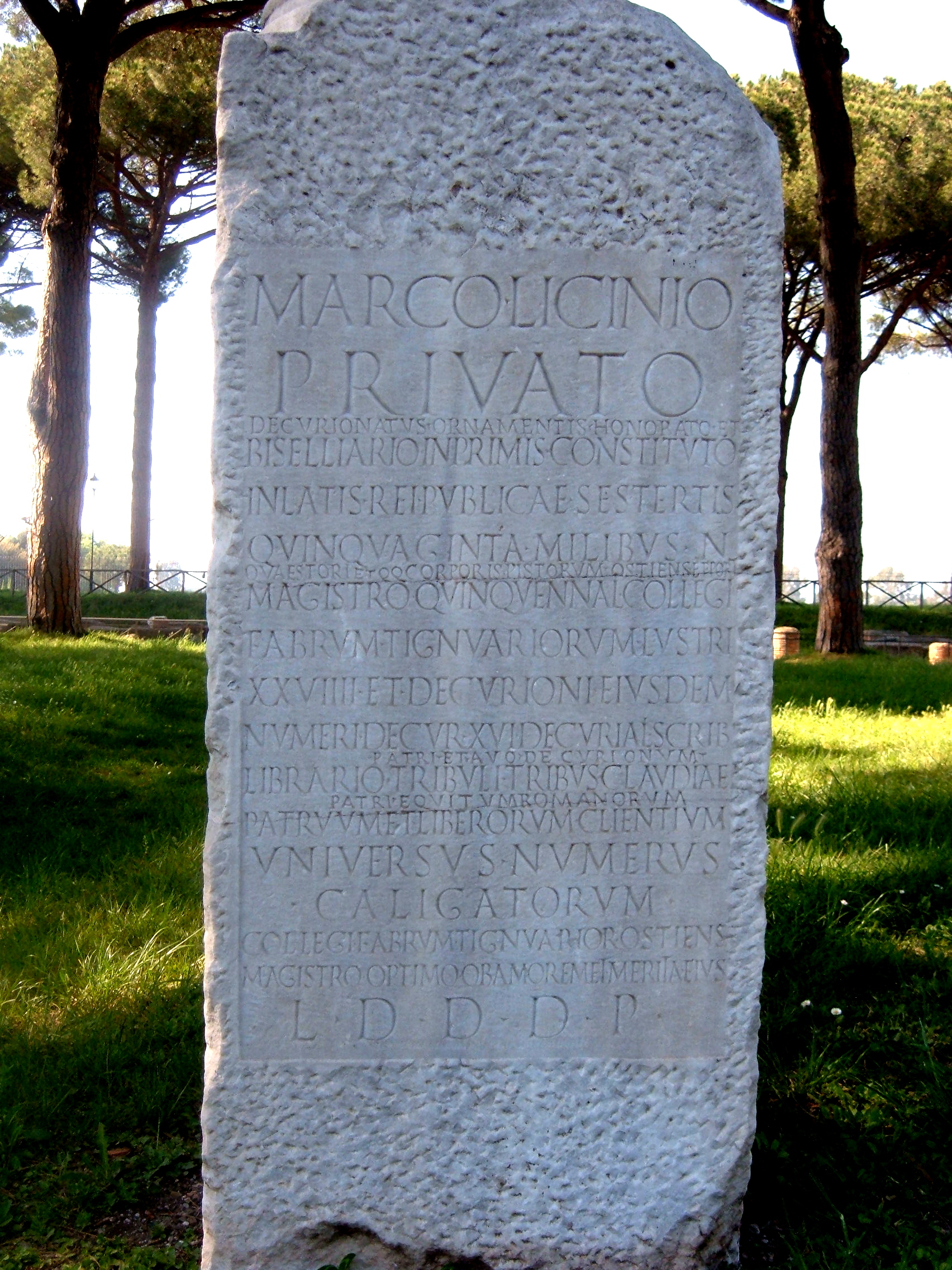
Gedenkstein in Ostia Antica

Marcus Licinius Privatus war ein Freigelassener in Ostia, der im späten 2. und frühen 3. Jahrhundert n. Chr. lebte. Er ist vor allem von einer Inschrift auf einem Statuensockel aus Ostia bekannt (CIL 14, 374), die von seiner Karriere berichtet, die als typisches Beispiel für den sozialen Aufstieg eines Freigelassenen gilt. Die Statue ist zu seinen Ehren von seiner Vereinigung (corpus) errichtet worden.
Marcus Licinius Privatus wurde als Sklave geboren und später freigelassen. Kurz vor dem Ende des 2. Jahrhunderts n. Chr. wurde er Vorsitzender der Vereinigung der Maurer (corpus fabrum tignuariorum). Danach wurde er 200 bis 204 quinquennalis (ein Magistrat in den römischen Kolonien). Er schenkte der Stadt 50.000 Sesterzen und erhielt den Ehrentitel bisellarius, was ihm unter anderem einen Ehrenplatz im Theater verschaffte. Er wurde dann Angestellter der Stadtverwaltung in Rom (scriba decurialis) und Mitglied der Vereinigung der Bäcker. Sein Sohn und sein Enkel schafften es ebenfalls, hohe Ämter zu bekleiden.